# Lands End

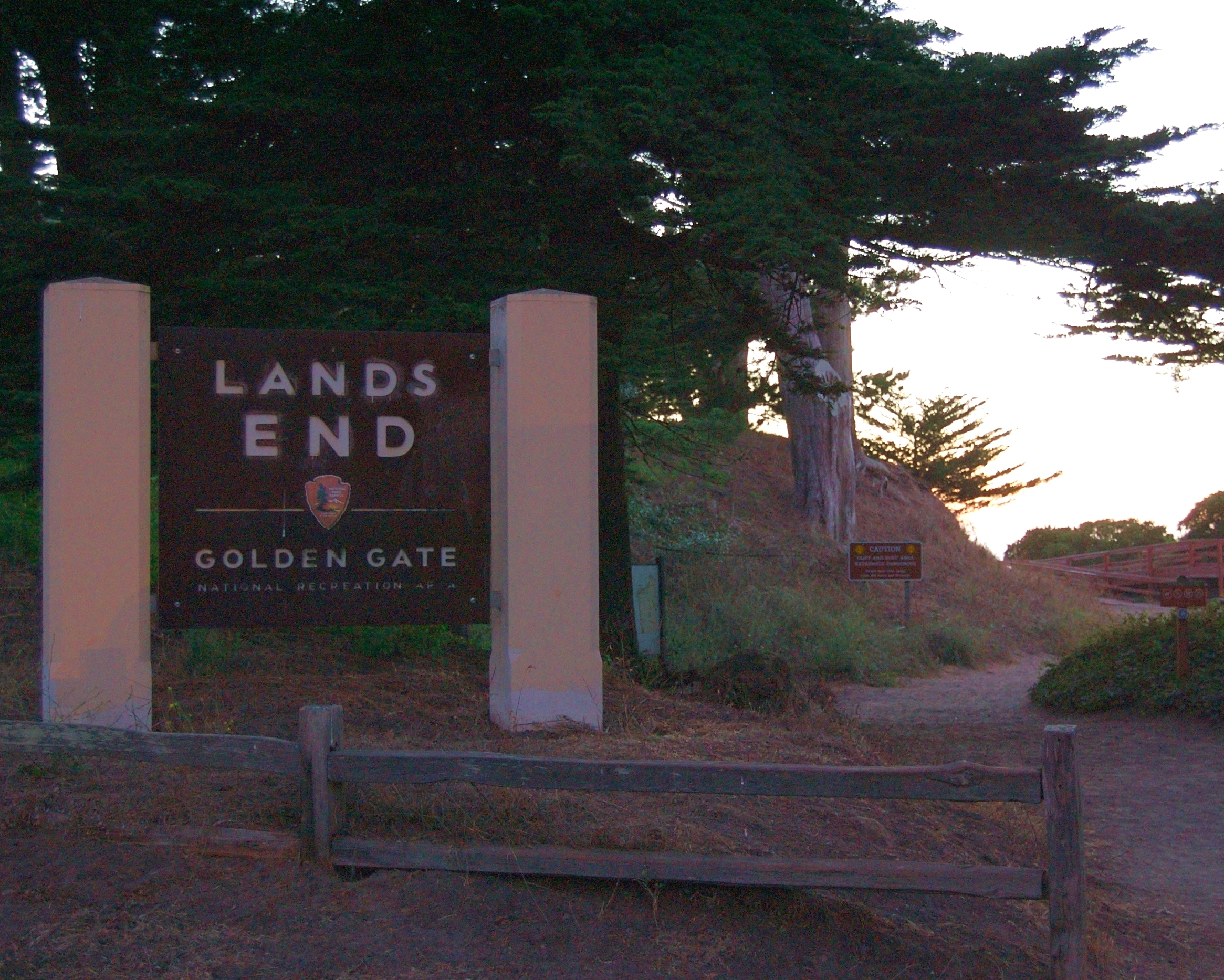
Lands End en San Francisco.

Lands End es un parque en San Francisco (California) dentro del Área Nacional de Recreación Golden Gate. Se trata de una costa rocosa y azotada por el viento en la boca del Golden Gate, situada entre el distrito de Sutro District y el Lincoln Park y lindante con la Fort Miley Military Reservation. Es un lugar lleno de restos de naufragios y plagado de desprendimientos de tierra En el parque se encuentra un monumento al USS San Francisco. Numerosas rutas de senderismo siguen a los antiguos railes del Ferries & Cliff House Railway a lo largo de los acantilados y bajo la orilla.